# Grandia mesasiatica
Grandia mesasiatica är en stekelart som beskrevs av Sergey A. Belokobylskij 1996. Grandia mesasiatica ingår i släktet Grandia och familjen bracksteklar. Inga underarter finns listade i Catalogue of Life.